# Ernst Sieber (Pfarrer)

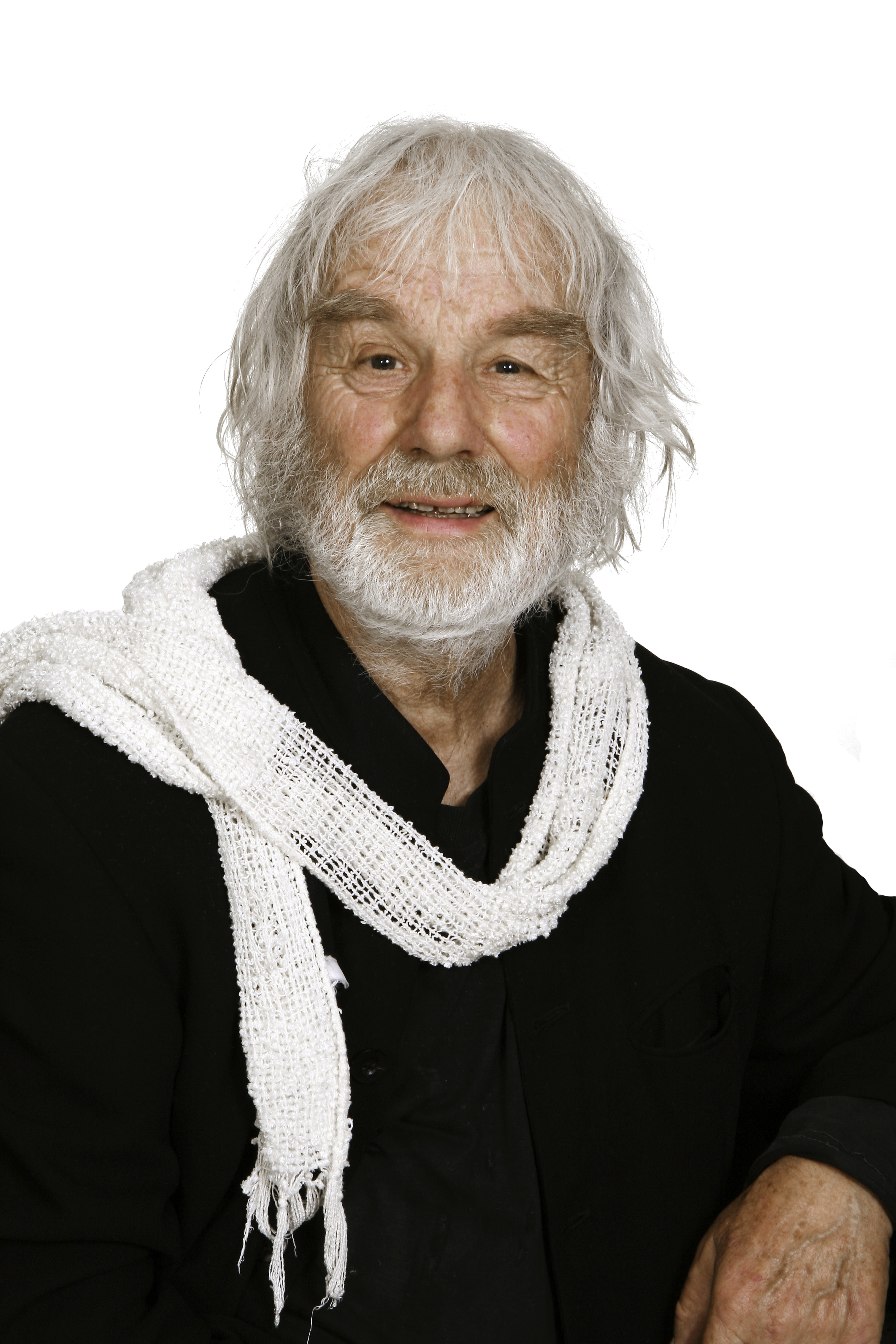
Ernst Sieber (2007)

Ernst Sieber (* 24. Februar 1927 in Horgen; † 19. Mai 2018 in Zürich), bekannt als Pfarrer Sieber, war ein Schweizer evangelisch-reformierter Pfarrer, Leiter eines Sozialwerks, Autor mehrerer Bücher und Nationalrat. Schweizweit bekannt wurde er durch seinen Einsatz für Obdachlose, Drogensüchtige und Aidskranke.

## Leben
Ernst Sieber war ein Sohn des Elektromechanikers Hans Sieber und der Katharina Josepha Sieber-Hess. Er begann seine berufliche Laufbahn als Bauernknecht und besuchte bis 1947 die landwirtschaftliche Schule Strickhof. 1950 machte er auf dem zweiten Weg die Matura. Er studierte Theologie und wurde 1956 zum Pfarrer ordiniert. 1956 bis 1967 amtierte er als Pfarrer in Uitikon-Waldegg. Von 1967 bis zu seiner Pensionierung 1992 war er Pfarrer in Zürich-Altstetten. Von 1988 bis 1992 war er Dekan von Zürich. 1991 bis 1995 war er für die Evangelische Volkspartei im Nationalrat. Sieber war mit der Sängerin Sonja Sieber-Vassalli verheiratet, hatte vier eigene, ein adoptiertes und drei Pflegekinder und lebte in Uitikon-Waldegg. Er verstarb im Mai 2018 im Alter von 91 Jahren im Stadtspital Triemli in Zürich im Kreise seiner Familie. Die Abdankungsfeier fand im Grossmünster statt.

## Soziales Wirken
Im überdurchschnittlich kalten Winter von 1963 (siehe Seegfrörni) wurde man auf Sieber aufmerksam, als er in Zürich in einem alten Bunker eine Unterkunft für Obdachlose einrichtete. Daraus wurde eine selbstverwaltete Gemeinschaft von Obdachlosen, die 1975 in ein Haus zog, aus der heute die Wohn- und Arbeitsgemeinschaft Suneboge (Sonnenbogen) mit 35 Betten und 20 geschützten Arbeitsplätzen geworden ist.
Ende der 1980er-Jahre begann er, sich um die Drogensüchtigen auf dem Platzspitz zu kümmern, dies ganz konkret durch das Verteilen von Spritzen und das Leisten von Erster Hilfe mit Sauerstoffflasche und Beatmungsbeutel. Es entstanden Anlaufstellen, Notschlafstellen, ein Aids-Hospiz und Rehabilitationseinrichtungen, die schliesslich in der Stiftung Sozialwerke Pfarrer Sieber zusammengefasst wurden, die von ihm geleitet wurde.
Die Sozialwerke wuchsen zu einer solchen Grösse an, dass Sieber der administrativen Aufgabe nicht gewachsen war. In der zweiten Hälfte der 1990er-Jahre waren die Sozialwerke wegen Liquiditätsproblemen in der Presse. Nach mehreren Reorganisationen, bei denen unter anderem Sieber von der Leitung zurücktrat und einige Werke ausgegliedert wurden, galt die Stiftung als finanziell saniert.
Pfarrer Sieber war bis zu seinem Tod in der praktischen Arbeit tätig. Die von ihm 1988 gegründete Stiftung «Sozialwerke Pfarrer Sieber» umfasste Stand 2018 16 Angebote und Einrichtungen wie Sune-Egge, Pfuusbus oder Brot-Egge. Für diese Institutionen arbeiteten unter der Leitung der Theologin Friederike Rass rund 180 Mitarbeiter mit einem Budget von rund 22 Millionen Franken. Im Jahr 2022 konnte die Stiftung rund 60 Prozent der Leistungen an Krankenkassen und Sozialämter weiter verrechnen, 40 Prozent der Mittel stammten aus Spenden, Erbschaften und Legaten.

## Ehrungen
- 1988: Ehrendoktorwürde der Theologischen Fakultät der Universität Zürich.[7]
- 2008: Ehrenpreis «Goldene Erbse» («Märchenland», Berliner Märchentage).[8]
- 2013:  Staatssiegel von Zürich, verliehen vom Zürcher Stadtrat, als Zeichen der Anerkennung für sein grosses, beispielhaftes gesellschaftliches Engagement.[9]
- 2017: «Lifetime Award» des Prix Courage (eigens für ihn geschaffen), für sein Lebenswerk.[10]

## Publikationen (Auswahl)
- Platzspitz, Spitze des Eisbergs: Jugend- und Erwachsenenprobleme unserer Zeit: Begegnungen, Begebenheiten und eine Vision für die Zukunft. Zytglogge, Gümligen 1991, ISBN 3-7296-0373-6.
- Menschenware – wahre Menschen: Vom Bunker zum Suneboge. Die Familiengeschichte der Obdachlosen. Zytglogge, Gümligen 1987, ISBN 3-7296-0249-7.
- Licht im Tunnel: Unterwegs von Assisi nach Zürich. Zytglogge, Gümligen 1998, ISBN 3-7296-0541-0.
- Willkommen in der Herberge. In: reformiert. 9. Dezember 2015, archiviert vom Original (nicht mehr online verfügbar) (Predigt zum Weihnachtsfest).

## Dokumentation / TV
- Marcel Zwingli: Bhüet di Gott. Artfilm.ch, 2006.
- Markus Gilli: Im Gedenken an Ernst Sieber: Happy Birthday Ernst! (Wiederholung «Talktäglich» vom 28. Februar 2017 zum 90. Geburtstag.) In: TeleZüri. 21. Mai 2018.
- Roger Schawinski: Im Gespräch mit Ernst Sieber. (Online-Video, 27 Minuten) In: SRF-Sendung «Schawinski». 10. Dezember 2012.
- Hanspeter Bäni: Der Showman von Gottes Gnaden. (Video, 22 Minuten) In: SRF-1-Sendung «Reporter». 30. Dezember 2012.